# Franz Alban von Schraut
Franz Alban von Schraut (Worms, dicembre 1745 – Berna, 28 novembre 1825) è stato un diplomatico e nobile austriaco.

## Biografia
Nato a Worms, in Germania, nel 1745, Franz Alban era figlio del syndicus del capitolo cattedrale locale.
Dopo gli studi di filosofia e diritto compiuti presso le università di Magonza e Nancy, divenne consigliere aulico del principe vescovo di Spira (1770). Entrò nel servizio diplomatico austriaco nel 1784 e, dopo diversi incarichi di missione, venne destinato alla Confederazione Elvetica dove rimase dal 1807 sino alla propria morte.
In quegli anni, ed in particolare tra il 1813 ed il 1815, si trovò a dover mediare la delicata posizione degli svizzeri nei confronti delle guerre napoleoniche. Cercò di mediare coi diplomatici austriaci Ludwig von Lebzeltern, August Ernst von Steigentesch e Friedrich Christian Ludwig von Senfft von Pilsach affinché la Svizzera rinunciasse alla propria secolare neutralità e scendesse in campo a fianco dell'Austria contro la Francia ma, data la sua particolare posizione, lo stato elvetico preferì evitare di prendere una posizione e tutto quello che von Schraut riuscì ad ottenere fu la gratuità nel passaggio delle truppe imperiali sul suolo svizzero in difesa dei confini della patria. Venne invitato alle discussioni che nel 1815 andarono a creare il Patto Federale tra i cantoni svizzeri. Nel 1817, il suo ruolo risultò fondamentale per far aderire la Svizzera alla Santa Alleanza. Nel 1800 venne nominato consigliere imperiale e membro del consiglio segreto nel 1815.
Morì a Berna nel 1825.